# Riksbataljonen
Riksbataljonen var ett svenskt beredskapsförband inom Försvarsmakten under kalla kriget. Bataljonen bestod av ett antal tillfälligt uppsatta grundutbildningsförband samt flera befälsgrupper från olika regementen som stod under en högre beredskap. Bataljonen stod direkt under ÖB, och som efter order skulle kunna sättas in var som helst i Sverige, för insats mot och vid incidenter eller såsom säkerhetspolitisk markering. I Riksbataljonen ingick även Jägarbefälsgrupper från Livregementets husarer (K 3) som senare utvecklades till Särskilda Skyddsgruppen (SSG).